# پایگاه محافظت هوایی ملی اسکای هاربر
پایگاه محافظت هوایی ملی اسکای هاربر (به انگلیسی: Sky Harbor Air National Guard Base) یک فرودگاه است . این فرودگاه در شهر فینیکس کشور ایالات متحده آمریکا قرار دارد .